# Фонда, Джейн
Дже́йн Се́ймур Фо́нда (англ. Jane Seymour Fonda; род. 21 декабря 1937) — американская актриса театра, кино и телевидения, общественная активистка и писательница. Лауреат двух премий «Оскар» (1972, 1979), пяти премий «Золотой глобус» (1962, 1972, 1978, 1979, 2021), двух премий BAFTA (1979, 1980) и премии «Эмми» (1984).

## Биография

### Ранние годы
Джейн Сеймур Фонда родилась 21 декабря 1937 года в Нью-Йорке, в семье актёра Генри Фонды и светской львицы Фрэнсис Форд Сеймур. Джейн Фонду назвали в честь леди Джейн Сеймур, третьей жены короля Генриха VIII, являвшейся далёкой родственницей матери. Джейн Фонда обучалась в нью-йоркской Актёрской студии, после чего стала моделью и одновременно работала в театре. Позже она начала сниматься в кино, хотя режиссёры сперва не распознали в ней большого актёрского дарования и больше эксплуатировали её привлекательную внешность. Позже Джейн сыграла в вестерне «Кэт Баллу» (1965) режиссёра Эллиота Сильверстайна и «Барбарелле» (1968) Роже Вадима, спародировав свои роли тех лет.

### Карьера

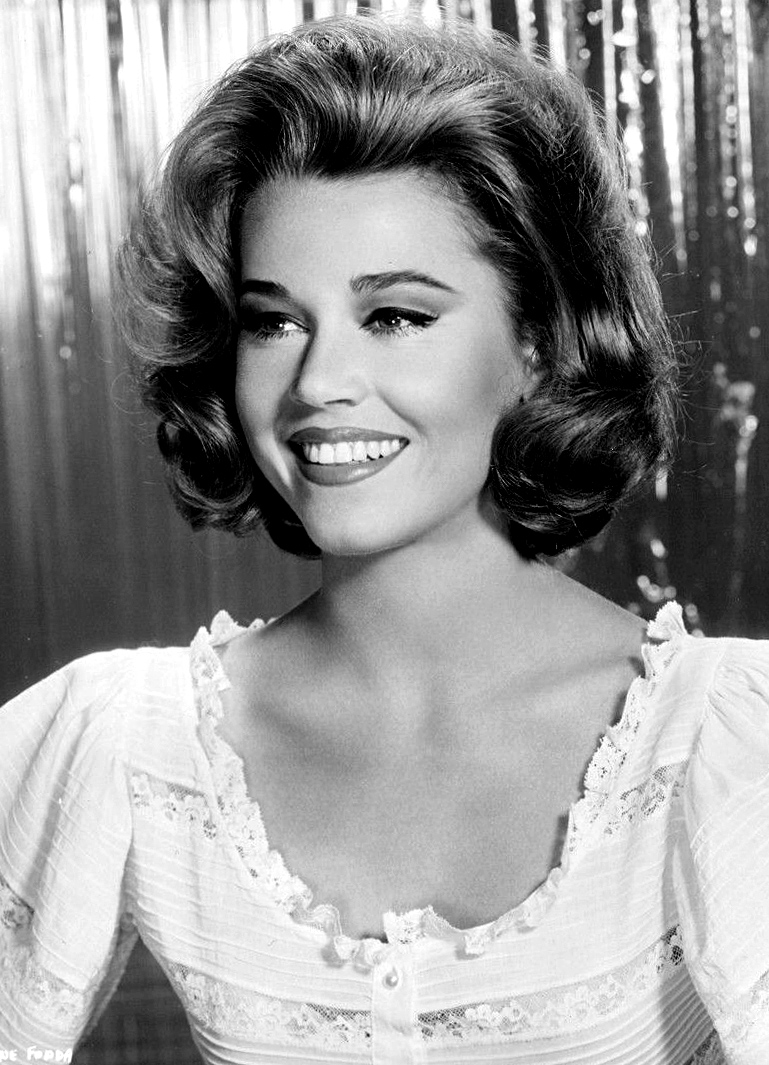
Фонда в роли Эйлин Тайлер в фильме «Воскресенье в Нью-Йорке»

Настоящая карьера в кино Джейн Фонды началась с «Большой истории» (1960) режиссёра Джошуа Логана, за ней последовали «Прогулки по дикой стороне» (1962), в том же году Джейн снялась в фильме режиссёра Д. Кьюкора «Доклад Чепмэна», потом в картине «Воскресенье в Нью-Йорке». Только тогда Джейн заставила заговорить о себе по-настоящему, хотя критика оценила все эти её работы неоднозначно. Одни, не оспаривая способностей молодой актрисы, говорили о том, что сами фильмы не заслуживают внимания, другие, напротив, считали их интересными и отмечали успех Джейн Фонды, которого она достигла в этих фильмах. Все роли, которые Джейн Фонда сыграла в кино, можно разделить на две группы. В одних она представала в образе «сексуальной кошечки», в других, напротив, пыталась вырваться из навязываемого ей амплуа и проявиться прежде всего как драматическая актриса.
В поисках самостоятельности Джейн Фонда в середине 1960-х годов переезжает во Францию, где встречает французского режиссёра Роже Вадима, который вскоре становится её первым мужем (актрисе приписывают и другие многочисленные романы, но официально в брак она вступала трижды). Роже Вадим снимает Джейн в нашумевшей эротической картине «Барбарелла». Как вспоминал режиссёр: «Снимать Джейн было истинным удовольствием. Она была внимательна к моим указаниям, дисциплинированна, пунктуальна, всегда стремилась сделать всё как можно лучше, словом, оказалась истинной профессионалкой». Брак с Роже Вадимом длился с 1965 по 1973 год. 28 сентября 1968 года у них родилась дочь Ванесса. Её назвали в честь актрисы Ванессы Редгрейв.
Второй брак Джейн заключила с Томом Хайденом, студенческим и антивоенным активистом «новых левых». Это знакомство вовлекло её в политическую деятельность, и благодаря ему Джейн стала участвовать в антивоенных демонстрациях. 7 июля 1973 года у них родился сын Трой О`Донован Хейден. Этот брак продлился с 1973 по 1990 год.
Третьим мужем в 1991 году стал Тед Тёрнер, киномагнат, владелец сети кабельного телевидения. Но в 2001 году этот брак завершился разводом из-за измены Тёрнера.
Джейн проявила себя уже как блестящая драматическая актриса, снявшись в фильме режиссёра С. Поллака «Загнанных лошадей пристреливают, не правда ли?» (1969). Несмотря на то, что в этом фильме в полной мере раскрылся драматический талант Джейн Фонды, Американская академия киноискусства не удостоила её «Оскара». Золотую статуэтку получил тогда другой актёр, Гиг Янг, сыгравший роль ведущего танцевального марафона.

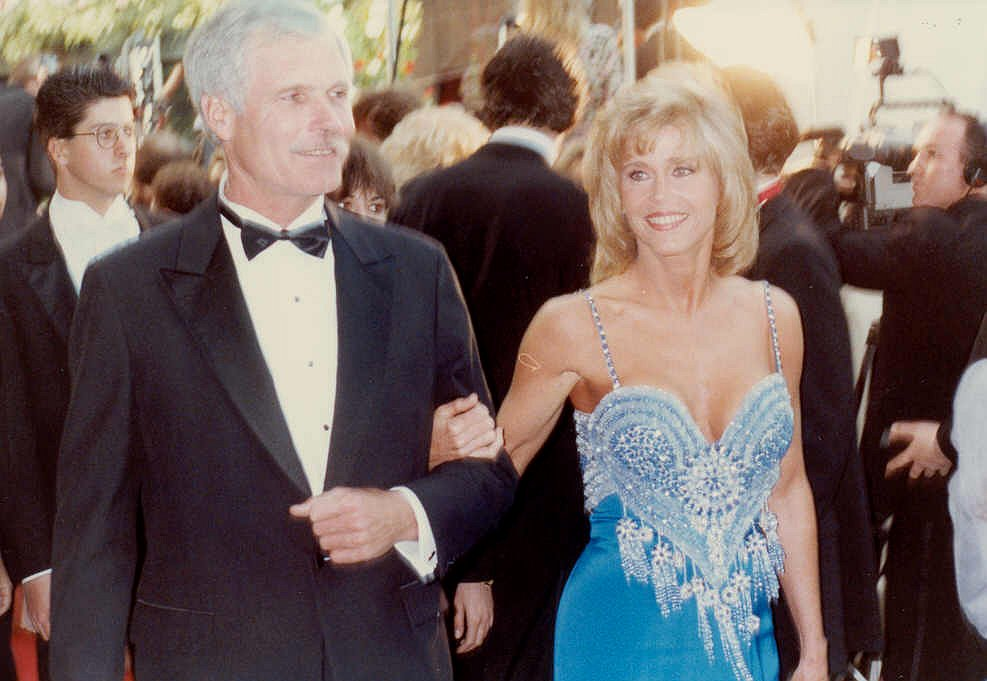
Джейн Фонда с мужем Тедом Тёрнером в 1990 году

Хотя, может быть, именно благодаря Джейн Фонде фильм Сидни Поллака и попал в СССР, поскольку к тому времени под влиянием своего второго мужа Тома Хайдена она начала заниматься политикой.
Фонда многократно выступала с антивоенными речами в церквях и университетах, спонсировала организацию «Ветераны Вьетнама против войны» (которую некоторое время возглавлял Джон Керри) и расследование «Зимние солдаты», в ходе которого американские военнослужащие рассказывали о преступлениях вооружённых сил США во Вьетнаме. В тот период она не скрывала своих левых взглядов, называя себя революционеркой. В одном из выступлений перед студентами она заявила: «Если бы вы понимали, что такое коммунизм, вы бы надеялись и молились, встав на колени, чтобы мы когда-нибудь стали коммунистами».
Её поездка в Северный Вьетнам в 1972 году, в разгар войны, вызвала настоящую бурю в американской прессе. Американские правые консерваторы обрушились на неё во всех доступных средствах массовой информации. Актриса получила прозвище «ханойская Джейн». Тогда же она впервые на несколько лет перестала сниматься. Благодаря указанному демаршу актриса вошла в неофициальный «Топ-10 американских предателей всех времён», хотя разумеется, с юридической точки зрения, её поступок не может считаться актом государственной измены, поскольку она в отличие от военнослужащих и гражданских служащих не была связана присягой и никакими иными обязательствами перед федеральным правительством страны, а законодательство США не предусматривает наказания для рядовых граждан за выражение протеста таким образом.
Во второй половине 1970-х годов Джейн снова вернулась в кино и добилась успеха. В 1976 году снялась в «Синей птице» — советско-американском музыкальном фильме-сказке по одноимённой пьесе Мориса Метерлинка. В 1978 году за роль американского драматурга Лилиан Хеллман в фильме «Джулия» (1977) она получила «Золотой глобус» как лучшая актриса.
Свой первый «Оскар» Джейн Фонда получила за роль проститутки в фильме «Клют» (1971). Второй раз она была удостоена этой премии за роль в фильме «Возвращение домой» (1978), где отразились её впечатления от пережитого во время войны во Вьетнаме.
В конце 1970-х годов Джейн основала собственную компанию «ИПС филмз». Её картины сразу же привлекли внимание критики. Это прежде всего триллер с элементами детектива «Китайский синдром» (1979), где рассказывается о замалчивании аварии на атомной станции, и «На золотом озере» (1981), где Фонда сыграла в дуэте вместе со своим отцом. Последними её работами стали роли в фильмах «Старый гринго» (1989) и «Стэнли и Айрис» (1990).

### Уход из кино
В 1990 году после провала в прокате фильма «Стэнли и Айрис» Фонда несколько лет не снималась, объявила, что решила окончательно уйти из кино. Как и некоторые другие актрисы, она хотела, чтобы зрители запомнили её молодой. Но тем не менее она продолжает свою общественную деятельность и постоянно мелькает на страницах светской хроники. Она демонстрирует активный образ жизни, даёт различные советы относительно здоровья и внешнего вида.
В ноябре 1993 Фонда побывала в Москве вместе с Тедом Тёрнером, которому была вручена Международная Леонардо-премия.
Во время одного из приездов в Россию Джейн Фонда приняла участие в знаменитом пробеге вокруг Кремля. Фонда разработала известный комплекс упражнений по аэробике. Для этого она выпустила специальную книгу «Джейн Фонда. Упражнения» и простые инструкции к ней, записанные на видеокассетах, а затем организовала сеть спортивных залов по всей Америке.

### Возвращение в кино и работы на телевидении

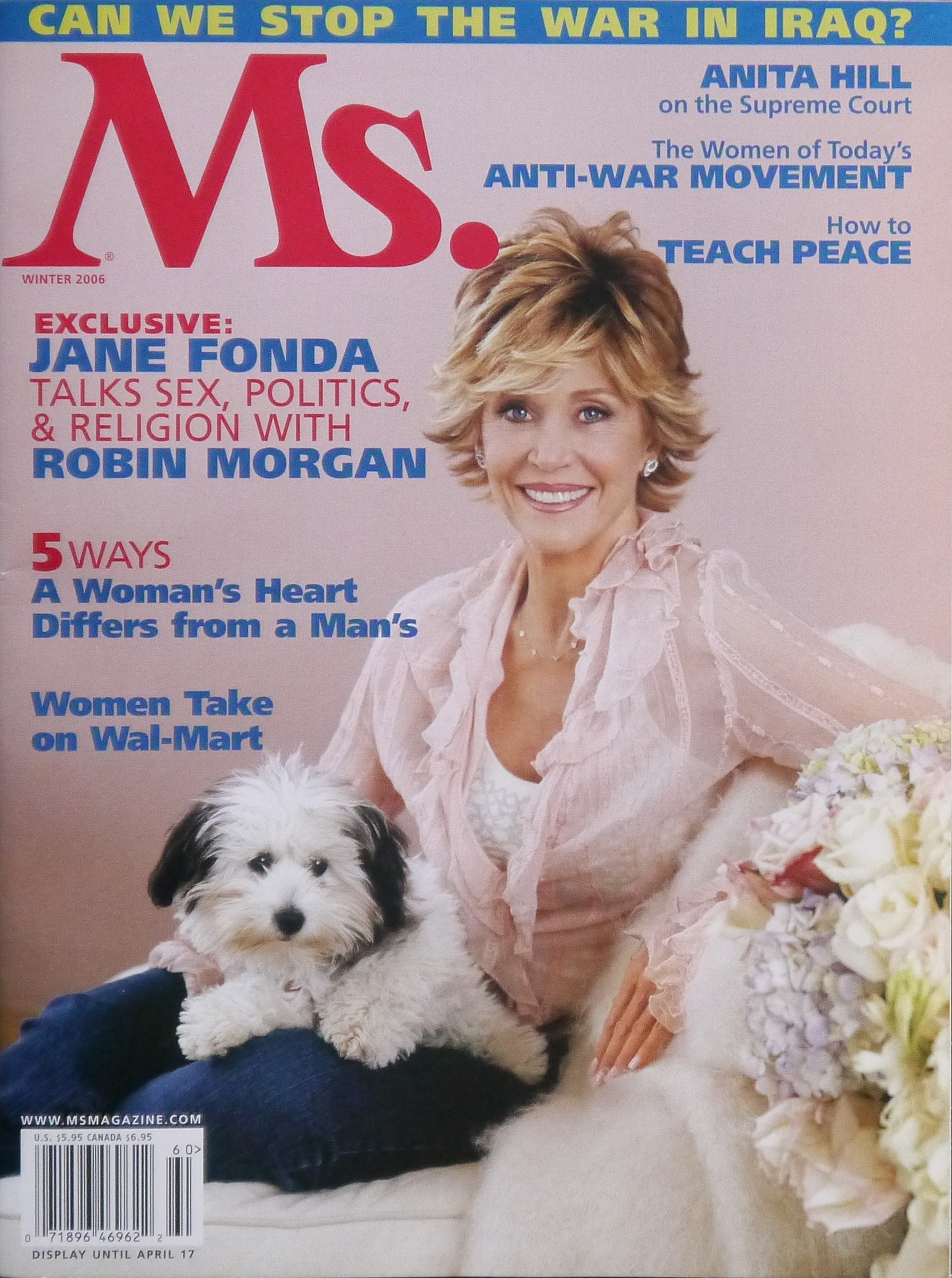
Фонда, Джейн, 2006

В 2005 году Фонда вернулась в кинематограф, сыграв в фильме «Если свекровь — монстр» в дуэте с Дженнифер Лопес. После она снялась в комедиях «Крутая Джорджия» и «Дальше живите сами».
В 2012 году Фонда переместилась на телевидение, где взяла на себя второстепенную роль в сериале HBO «Новости», которая принесла ей две номинации на премию «Эмми». Также в 2012 году она искала регулярную роль на телевидении, в итоге подписавшись на пилот ситкома «Что теперь?» для ABC. Шоу не было заказано каналом. В 2014 году она объединилась с Лили Томлин для ситкома «Грейс и Фрэнки», который заказал Netflix.
В 2015 году работа Фонды в драме итальянского режиссёра Паоло Соррентино «Молодость», в которой она, по мнению критиков, продемонстрировала гротескно-обобщённую пародию на саму себя, была высоко оценена и отмечена рядом наград, включая номинацию на «Золотой глобус».
В 2017 году Фонда снялась в своей четвёртой совместной работе с Робертом Редфордом в романтической драме «Наши души ночью». Фильм и игра Фонда получили признание критиков после выхода. В 2018 году она снялась вместе с Дианой Китон, Мэри Стинберген и Кэндис Берген в фильме «Книжный клуб». Несмотря на неоднозначные отзывы, фильм имел большой кассовый успех, собрав 93,4 миллиона долларов при бюджете в 10 миллионов долларов, несмотря на то, что вышел в тот же день, что и «Дэдпул 2». Фонда является предметом оригинального документального фильма HBO под названием «Джейн Фонда в пяти действиях», снятого режиссёром-документалистом Сьюзан Лейси. Он охватывает жизнь Фонды с детства, её актёрскую карьеру и политическую активность. Премьера состоялась на канале HBO 24 сентября 2018 года.
В 2021 году Фонда снялась в седьмом и последнем сезоне сериала «Грейс и Фрэнки», завершив производство в ноябре. Премьера первых 4 серий состоялась 14 августа 2021 года, а последние 12 ожидаются на Netflix в 2022 году.
В ноябре 2021 года было объявлено, что Фонда будет участвовать во второй части ежегодного выпуска Amazon Prime Video. Премьера состоялась 23 декабря 2021 года.

## Фильмография
| Год       |     | Русское название                               | Оригинальное название             | Роль                    |
| --------- | --- | ---------------------------------------------- | --------------------------------- | ----------------------- |
| 1960      | ф   | Большая история                                | Tall Story                        | Джун Райдер             |
| 1962      | ф   | Период регулировки                             | Period of Adjustment              | Изабель Хаверстик       |
| 1962      | ф   | Доклад Чэпмена                                 | The Chapman Report                | Кэтлин Барклай          |
| 1962      | ф   | Прогулка по беспутному кварталу                | Walk on the Wild Side             | Китти Твист             |
| 1963      | ф   | Воскресенье в Нью-Йорке                        | Sunday in New York                | Эйлин Тайлер            |
| 1963      | ф   | Холодным днём                                  | In the Cool of the Day            | Кристин Боннер          |
| 1964      | ф   | Карусель                                       | La Ronde                          | Софи                    |
| 1964      | ф   | Хищники                                        | Les Félins                        | Мелинда                 |
| 1965      | ф   | Кэт Баллу                                      | Cat Ballou                        | Кэтрин Баллу            |
| 1966      | ф   | Погоня                                         | The Chase                         | Анна Ривз               |
| 1966      | ф   | Каждую среду                                   | Any Wednesday                     | Эллен Гордон            |
| 1966      | ф   | Игра окончена                                  | La Curée                          | Рене Саккард            |
| 1967      | ф   | Босиком по парку                               | Barefoot in the Park              | Кори Браттер            |
| 1967      | ф   | Торопливый закат                               | Hurry Sundown                     | Джули Энн Уорен         |
| 1968      | ф   | Три шага в бреду (новелла «Метценгерштейн»)    | Tre Passi Nel Delirio             | Федерика                |
| 1968      | ф   | Барбарелла                                     | Barbarella                        | Барбарелла              |
| 1969      | ф   | Загнанных лошадей пристреливают, не правда ли? | They Shoot Horses, Don`t They?    | Глория                  |
| 1971      | ф   | Клют                                           | Klute                             | Бри                     |
| 1972      | ф   | Всё в порядке                                  | Tout va bien                      |                         |
| 1973      | ф   | Стильярд Блюз                                  | Steelyard Blues                   |                         |
| 1973      | ф   | Кукольный дом                                  | Maison de poupée (A Doll’s House) | Нора                    |
| 1976      | ф   | Синяя птица                                    | The Blue Bird                     | Ночь                    |
| 1977      | ф   | Джулия                                         | Julia                             | Лилиан Хеллман          |
| 1977      | ф   | Забавные приключения Дика и Джейн              | Fun With Dick And Jane            | Джейн                   |
| 1978      | ф   | Возвращение домой                              | Coming Home                       | Салли Хайд              |
| 1978      | ф   | Приближается всадник                           | Comes a Horseman                  | Элла Коннорс            |
| 1978      | ф   | Калифорнийский отель                           | California Suite                  | Ханна Уоррен            |
| 1979      | ф   | Китайский синдром                              | The China Syndrome                | Кимберли Уэллс          |
| 1979      | ф   | Электрический всадник                          | The Electric Horseman             | Хэлли                   |
| 1980      | ф   | С девяти до пяти                               | Nine to Five                      | Джуди Бернли            |
| 1981      | ф   | Вся эта дребедень                              | Rollover                          | Ли Винтерс              |
| 1981      | ф   | На золотом озере                               | On Golden Pond                    | Челси Тэйер Вэйн        |
| 1984      | ф   | Кукольный мастер                               | The Dollmaker                     | Герти Невелс            |
| 1985      | ф   | Агнесса божья                                  | Agnes of God                      | доктор Марта Ливингстон |
| 1986      | ф   | На следующее утро                              | The Morning After                 | Алекс                   |
| 1989      | ф   | Старый гринго                                  | Old Gringo                        | Хэрриет Уинслоу         |
| 1990      | ф   | Стэнли и Айрис                                 | Stanley & Iris                    | Айрис Кинг              |
| 2002      | ф   | В поисках Дебры Уингер                         | Searching for Debra Winger        | в роли самой себя       |
| 2005      | ф   | Если свекровь — монстр                         | Monster-in-Law                    | Виола Филдс             |
| 2007      | ф   | Крутая Джорджия                                | Georgia Rule                      | Джорджия Рэндалл        |
| 2011      | ф   | Совместная жизнь                               | All Together                      | Джин                    |
| 2011      | ф   | Мир, любовь и недопонимание                    | Peace, Love, & Misunderstanding   | Грэйс                   |
| 2012—2014 | с   | Новости                                        | The Newsroom                      | Леона Лэнсинг           |
| 2013      | ф   | Дворецкий                                      | The Butler                        | Нэнси Рейган            |
| 2013      | ф   | Любовь по рецепту и без                        | Better Living Through Chemistry   | рассказчик              |
| 2014      | ф   | Дальше живите сами                             | This Is Where I Leave You         | Хиллари                 |
| 2015—2022 | с   | Грейс и Фрэнки                                 | Grace and Frankie                 | Грейс Хэнсон            |
| 2015      | ф   | Молодость                                      | La giovinezza                     | Бренда Морель           |
| 2015      | ф   | Отцы и дочери                                  | Fathers and Daughters             | Тэнди Стэнтон           |
| 2017      | ф   | Наши души по ночам                             | Our Souls at Night                | Эдди                    |
| 2018      | ф   | Книжный клуб                                   | Book Club                         | Вивиан                  |
| 2018      | док | Джейн Фонда: Жизнь в пяти актах                | Jane Fonda in Five Acts           | она сама                |
| 2023      | ф   | Книжный клуб: Новая глава                      | Book Club 2 – The Next Chapter    | Вивиан                  |

## Награды и номинации

### Оскар
- Оскар-1987 (номинация) лучшая женская роль («На следующее утро»)
- Оскар-1982 (номинация) лучшая женская роль второго плана («На золотом пруду»)
- Оскар-1980 (номинация) лучшая женская роль («Китайский синдром»)
- Оскар-1979 (победа) лучшая женская роль («Возвращение домой»)
- Оскар-1978 (номинация) лучшая женская роль («Джулия»)
- Оскар-1972 (победа) лучшая женская роль («Клют»)
- Оскар-1970 (номинация) лучшая женская роль («Загнанных лошадей пристреливают, не так ли?»)

### Золотой глобус
- Золотой глобус-2016 (номинация) лучшая женская роль второго плана («Молодость»)
- Золотой глобус-1985 (номинация) лучшая женская роль в телефильме («Кукольный мастер»)
- Золотой глобус-1982 (номинация) лучшая женская роль второго плана («На золотом пруду»)
- Золотой глобус-1980 (номинация) лучшая женская роль в драме («Китайский синдром»), мировая кинозвезда
- Золотой глобус-1979 лучшая женская роль в драме («Возвращение домой»), мировая кинозвезда
- Золотой глобус-1978 лучшая женская роль в драме («Джулия»)
- Золотой глобус-1972 лучшая женская роль в драме («Клют»)
- Золотой глобус-1970 (номинация) лучшая женская роль в драме («Загнанных лошадей пристреливают, не так ли?»)
- Золотой глобус-1967 (номинация) лучшая женская роль в комедии или мюзикле («Каждую среду»)
- Золотой глобус-1966 (номинация) лучшая женская роль в комедии или мюзикле («Кэт Бэллу»)
- Золотой глобус-1963 (номинация) лучшая женская роль в комедии или мюзикле («Период регулировки»)
- Золотой глобус-1962 многообещающий новичок (с Кристиной Кауфман и Энн-Маргрет)

### BAFTA
- BAFTA-1983 (номинация) лучшая женская роль второго плана(«На золотом пруду»)
- BAFTA-1980 лучшая женская роль («Китайский синдром»)
- BAFTA-1979 лучшая женская роль («Джулия»)
- BAFTA-1972 (номинация) лучшая женская роль («Клют»)
- BAFTA-1971 (номинация) лучшая женская роль («Загнанных лошадей пристреливают, не так ли?»)
- BAFTA-1968 (номинация) лучшая иностранная актриса («Босиком в парке»)

### Эмми
- Эмми-2017 (номинация) лучшая актриса в комедийном телесериале («Грейс и Фрэнки»)
- Эмми-2014 (номинация) лучшая приглашённая актриса в драматическом телесериале («Новости»)
- Эмми-2013 (номинация) лучшая приглашённая актриса в драматическом телесериале («Новости»)
- Эмми-1995 (номинация) лучший телесериал («Женское столетие»)
- Эмми-1984 лучшая женская роль в телефильме («Кукольный мастер»)

### Прочее
- Лауреат французской кинопремии «Люмьер» «за заметный вклад в развитие мирового кино», 2018 год[14].
- Лауреат американской премии Гильдии киноактёров США «за вклад в кинематограф», 2025 год[15][16].

### На английском языке
- Bosworth, Patricia (2011). Jane Fonda, The Private Life of a Public Woman. Houghton Mifflin Harcourt, 608 pages. ISBN 978-0-5471-5257-8
- Collier, Peter (1991). The Fondas: A Hollywood Dynasty. Putnam Publisher Group, 336 pages. ISBN 978-0-3991-3592-7
- McKinney, Devin (2012). The Man Who Saw a Ghost: The Life and Work of Henry Fonda. St. Martin's Press, 428 pages. ISBN 978-1-2500-0841-1
- Roberts, Allen; Goldstein, Max (1984). Henry Fonda: A Biography. McFarland & Co., 200 pages. ISBN 978-0-8995-0114-7